# Jizdra (riu)
|  | Aquest article tracta sobre el riu. Vegeu-ne altres significats a «Jizdra». |

El Jizdra - Жиздра (rus) - és un riu de Rússia, un afluent per l'esquerra de l'Okà. Passa per l'óblast de Kaluga.
El Jizdra té 223 km de llargària i una conca de 9.170 km². Desemboca a l'Okà per l'esquerra, a l'alçada de Peremixl. Les ciutats més importants per on passa el riu són Kozelsk i Jizdra.
S'ha observat el cabal del riu durant 48 anys (del 1933 al 1985) a Kozelsk, una ciutat a uns 40 km de la seva confluència amb l'Okà. El cabal mitjà anual en aquesta estació fou de 36,5 m³/s per a una superfície de drenatge de més o menys 6.950 km², al voltant del 76% de la totalitat de la conca hidrogràfica del riu. La làmina d'aigua anual que es vessa a la conca puja a 166 mm, que es pot considerar com moderada.
El cabal mitjà mensual observat al febrer (mínim d'estiatge) és de 15,3 m³/s, un 9% del cabal mitjà del mes d'abril (168 m³/s), dada que remarca l'amplitud prou moderada per a Rússia de les variacions estacionals. En el període estudiat el cabal mensual mínim registrat fou de 3,64 m³/s el gener del 1948, mentre que el màxim fou de 580 m³/s l'abril del 1970.